# سمير القلاف
سمير القلاف (22 أغسطس 1953 -)، ممثل وكاتب كويتي، اشتهر من خلال دورين هما «صويلح» في درب الزلق و«مرعوب» في الأقدار.

## عن حياته
شارك في العديد من الأعمال المسرحية والتلفزيونية، بدايته كانت في أوائل السبعينات مع كتابة مسرحية (عمال الورشة) التي ألّفها لنقابة العمّال، ودخل الفن بالصدفة فعندما ذهب لتوصيل صديقه الذي كان من المنتظر أن يجري اختبارا للمشاركة في بروفات مسرحية بني صامت للفنان عبد الحسين عبد الرضا، ارتأى أن يتقدم هو أيضاً للامتحان ذاته، وكانت المفاجأة أن لاقى استحسان الجميع. بينما صديقه لم يستطع اجتياز الاختبار. وهو موظف في وزارة الإعلام.

## أعماله

### المسلسلات
- 2017 : عصابة مرعوب. مسلسل إذاعي
- 2013 : سوق الحريم.
- 2012 : كنة الشام وكناين الشامية.
- 2010 : البلشتي.
- 2009 : العقيد شمه.
- 2008 : مسك وعنبر.
- 2008 : عيال أبوسالم.
- 2007 : وحيد والمخبرين.
- 2005 : عليك سعيد ومبارك.
- 2005 : فريج صويلح.
- 2001 : اضحك والا ابكي.
- 2001 : ديوان السبيل.
- 1993 : قاصد خير.
- 1989 : الطماعون.
- 1987 : أبوالفلوس.
- 1986 : على الدنيا السلام.
- 1985 : زوجة بالكمبيوتر.
- 1984 : الغرباء.
- 1980 : خرج ولم يعد.
- 1979 : مملكة العجائب.
- 1978 : الأخوة الثلاثة.
- 1978 : الأقدار.
- 1977 : درب الزلق.

### المسرحيات
- 1975 : ضحيه بيت العز.
- 1976 : بني صامت.
- 1986 : بيت العزوبية.
- 1991 : مخروش طاح بكروش.
- 1998 : ورثة المرحوم.
- 1996 : عالمكشوف.
- 2010 : بيت ابونا.
- 2011 : سباق نحو القمة.
- 2016 : الطمبور.

## روابط خارجية
- سمير القلاف على موقع IMDb (الإنجليزية)
- سمير القلاف على موقع قاعدة بيانات الأفلام العربية
- سمير القلاف على موقع قاعدة بيانات الفيلم (الإنجليزية)